# Fahrenheit 451
Fahrenheit 451 é um romance distópico de ficção científica soft, escrito por Ray Bradbury (1920-2012) e publicado pela primeira vez em 1953. O conceito inicial do livro começou em 1947 com o conto "Bright Phoenix" (que só seria publicado na revista The Magazine of Fantasy & Science Fiction em 1963). O conto original foi reformulado na novela The Fireman, e publicada na edição de fevereiro de 1951 da revista Galaxy Science Fiction. A novela também teve seus capítulos publicados entre março e maio de 1954 em edições da revista Playboy. Escrito nos anos iniciais da Guerra Fria, o livro é uma crítica ao que Bradbury viu como uma crescente e disfuncional sociedade americana.
O romance apresenta um futuro onde todos os livros são proibidos, opiniões próprias são consideradas antissociais e hedonistas, e o pensamento crítico é suprimido. O personagem central, Guy Montag, trabalha como "bombeiro" (o que na história significa "queimador de livro"). O número 451 é a temperatura (em graus Fahrenheit) da queima do papel, equivalente a 233 graus Celsius.
Através dos anos, o romance foi submetido a várias interpretações primeiramente focadas na queima de livros pela supressão de ideias dissidentes. Bradbury, porém, declarou que Fahrenheit 451 não trata de censura, mas de como a televisão destrói o interesse pela leitura.
O autor conta que todo o romance foi escrito nos porões da biblioteca Powell, na Universidade da Califórnia, em uma máquina de escrever alugada. Sua intenção original, ao escrever o romance, era mostrar seu grande amor por livros e bibliotecas, e frequentemente se refere a Montag como uma alusão a ele mesmo.

## Sinopse
Fahrenheit é contado em um futuro inespecífico em uma América hedonista e anti-intelectual que perdeu totalmente o controle. Qualquer um que é pego lendo livros é, no mínimo, confinado em um hospício. Quanto aos livros, são considerados ilegais e, uma vez encontrados na posse de alguém, são queimados pelos "bombeiros". Os livros ilegais achados são principalmente obras famosas como Whitman, Faulkner e outros. O protagonista, Guy Montag, é um bombeiro que, seguindo a profissão de seu pai e de seu avô, tem certeza de que seu trabalho (queimar livros e a casa que os abrigam, bem como perseguir as pessoas que os detêm) — é a coisa mais certa a fazer. Ele lembra-se particularmente de uma ocasião de sua infância, quando faltou luz e sua mãe acendeu uma vela: no escuro, a vela proporcionou uma luz estranha, mas na qual Montag se sentiu seguro e confortável.
O romance é encerrado com leve tom otimista. É dito que a sociedade que Montag conheceu foi quase totalmente dizimada, e uma nova sociedade estaria nascendo de suas cinzas, com um destino ainda desconhecido. Nesse novo mundo, as pessoas que liam livros de forma outrora oculta começam a revelar-se, explicando a todos os demais de onde vieram de que forma o conhecimento que detêm poderá transformar a vida de todos de forma positiva.

## Personagens
- Guy Montag é o bombeiro protagonista da história. Sua "metamorfose" é ilustrada através da história mostrando claramente a distopia aos olhos, ora de um leal trabalhador, outrora de um homem em conflito e um outro já totalmente liberto psicologicamente.
- Faber é um professor formado em Inglês destituído do seu cargo há 40 anos. Têm uma personalidade medrosa e fraca, cujo normalmente refere o quanto ele odeia o facto de se não manifestar quando a sociedade autoritária começou a ter forma.
- Mildred Montag é a esposa de Montag. Ela tenta esconder seu vazio interior e medo de questionar seu ambiente ou a si mesma.
- Clarisse McClellan apresenta todas as características contrárias de Mildred. Ela é extrovertida, alegre, heterodoxa e intuitiva. (Somente no filme de 2018, ela aparece no acampamento dos refugiados.)
- Capitão Beatty é o chefe de Montag e do corpo de bombeiros. Também é o principal antagonista deste livro.
- Granger é o líder do grupo de intelectuais exilados que tentam preservar os livros que leem memorizando-os.
- Cão de caça mecânico (Sabujo) existe somente no livro, não aparecendo no filme. É uma máquina de oito patas desprovida de sentimentos, ele pode ser programado para caçar e matar livre-pensadores seguindo-os apenas por seu olfato. Pode se lembrar de até 10 000 outros cheiros. Ele é focado somente na destruição para a qual ele é programado. No seu focinho tem uma prosbócide que pode injetar quantidades letais de morfina e procaína em sua presa. Embora Montag tenha sobrevivido a uma dessas injeções, assim mesmo ele sofre enorme dor, mas apenas por um curto período. O primeiro cão visto na história é encontrado quando Montag põe fogo nele com seu lança-chamas. O segundo é programado a encontrar um homem chamado Montag que serviu para o divertimento das pessoas que assistiam à perseguição dele pela televisão. Ray Bradbury declarou no seu epílogo que seu "cão de caça mecânico", seria seu clone da grande fera dos Baskerville. Refere-se aqui, ao romance de Sir Arthur Conan Doyle: O Cão dos Baskerville do famoso detetive Sherlock Holmes.[3].

## Temas recorrentes
O romance reflete importantes temas inquietantes da época de sua escrita, deixando muitos interpretarem diferentemente do que pretendia Bradbury. Entre os temas atribuídos para o romance, o que Bradbury chamou de "força destruidora de pensamentos" da censura nos anos 50, os incêndios de livros na Alemanha Nazista que começaram em 1933 e as horríveis consequências da explosão de uma arma nuclear:
Eu quis dizer qualquer espécie de tirania, em qualquer parte do mundo, a qualquer hora, na direita, na esquerda ou no centro.
Uma circunstância particularmente irônica é que, sem o conhecimento de Ray Bradbury, foi publicada uma edição censurada em 1967, omitindo as palavras "droga" e "inferno", para a distribuição em escolas. Edições posteriores (com todas as palavras, sem omissões) incluíram um epílogo do autor descrevendo este evento e outros pensamentos adicionais sobre censura e revisionismo "bem-intencionados".

## Censura e os efeitos dos meios de comunicação em massa
O romance é, frequentemente, interpretado como sendo uma crítica à censura patrocinada pelo Estado, mas Bradbury contestou essa interpretação. Ele disse em 2007, em uma entrevista, que o livro explora os efeitos da televisão e da mídia em massa na aprendizagem da literatura e na prática da leitura.
Bradbury ainda tem muito a dizer, especialmente sobre como as pessoas ainda não entendem sua mais famosa obra, Fahrenheit 451, publicada em 1953. (…) Bradbury, um homem que vive no centro criativo e industrial da realidade na TV e de 'dramas de uma hora', diz que, de fato, a história é sobre como a televisão destrói o interesse em ler livros.
Ainda na versão em brochura, lançada em 1979, Bradbury escreveu uma nova coda para o livro contendo vários comentários sobre a censura e sua relação com o romance. A coda está presente na versão de 1987, que ainda é impressa.
Há mais de um jeito de queimar um livro. E o mundo está cheio de pessoas por aí com caixa de fósforos. Cada minoria, seja batista, unitária, irlandesa, italiana, octagenária, zen-Budista, sionista, adventista, feminista, republicana, homossexual, quadrangular, acha que tem o direito, ou o dever, de dosar o querosene e acender o fogo. O chefe do corpo de bombeiros, capitão Beatty, em meu romance Fahrenheit 451, descreve como os livros foram queimados primeiramente pelas minorias, rasgando uma página ou duas. Depois disso, quando os livros já estiverem vazios e as cabeças fechadas, a livraria fechará para sempre.

… Apenas há seis semanas, eu descobri que, através dos anos, alguns editores da Ballantine Books, com medo de 'contaminar' os jovens, tinham, pouco a pouco, censurado 75 seções separadas de meu romance. Os estudantes, lendo meu livro, me escreveram para me contar essa delicada ironia. Judy-Lynn del Rey, um dos novos editores da Ballantine Books, está reeditando o livro inteiro novamente e republicando nesse verão, com todos os 'diabos' e 'infernos' de volta a seu lugar.
Em outra ocasião, Bradbury observa que a história fala sobre a alienação das pessoas pela mídia:
Escrevendo Fahrenheit 451, eu pensei que estava descrevendo um mundo que talvez 'aconteceria' em 4 ou 5 décadas. Mas, há algumas semanas, numa noite em Beverly Hills, um casal passou por mim caminhando com seu cachorro. Eu fiquei olhando para eles, absolutamente pasmo. A mulher segurava, em uma mão, um rádio, em forma e tamanho mais ou menos de um pacote de cigarro, com uma antena balançando. Dele, saía um minúsculo cabo de cobre que terminava em um delicado fone em forma de cone ligado na sua orelha direita. E ela ia 'voando', sonâmbula, esquecida do homem e do cão, escutando à novela que tocava no rádio, guiada por seu marido que provavelmente não estava nem aí. Isso não era ficção.

## Filmes

### Filme de 1966
Fahrenheit 451 foi um filme escrito e dirigido por François Truffaut e protagonizado por Oskar Werner e Julie Christie. O filme foi lançado em 1966.

### Projetos de novo filme
Em julho de 1994, uma nova adaptação do filme começou a ser desenvolvida nos estúdios Warner Bros. e o ator mel Gibson era quem planejava estar no papel principal. Os scripts foram escritos por Ray Bradbury, Tony Puryear, e Terry Hayes. Como o custo aproximado do projeto seria muito alto e Gibson acreditando que estaria muito velho para representar o papel do protagonista Guy Montag, o ator decidiu em 1997 somente dirigir o filme. Em 1999, ele tinha planos para começar a filmar com o ator Brad Pitt no papel principal, mas Gibson foi obrigado a adiar por causa da indisponibilidade de Brad Pitt naquele momento. O ator Tom Cruise foi também sondado para o papel principal, mas um acordo nunca foi feito. De acordo com Gibson, houve dificuldade em achar um script que fosse apropriado para o filme, e que com a era dos computadores, o conceito de "queima de livros" em um período futurístico talvez não funcionasse.
Em Fevereiro de 2001, o projeto foi reavivado pelo diretor Frank Darabont que entrou em negociações com os estúdios Warner Bros. para reescrever o script de Terry Hayes e dirigir o filme. Gibson estava confirmado para se envolver apenas como produtor, e Darabont planejou terminar o script no final de 2002. Em Julho de 2004, Darabont disse que ele já tinha terminado o script e esperava começar a filmar Fahrenheit 451 depois de terminar um script de Missão: Impossível III. Depois, Darabont não filmou Fahrenheit 451 imediatamente, ele foi dirigir The Mist (O Nevoeiro). O diretor disse em 2006 que faria um trabalho de preparação a longo prazo para Fahrenheit 451 enquanto filmasse The Mist e esperava começar a filmar logo que as gravações de The Mist acabassem.
Em agosto de 2007 Darabont manifestou interesse em filmar Fahrenheit 451 no verão de 2008, Ele disse que se passaria em um "futuro nebuloso", em aproximadamente 50 anos da época atual. Darabont planeja manter, no filme, certos elementos do livro, como o cão de caça mecânico.Na época, o diretor não comentou sobre os rumores do papel de Guy Montag ser interpretado por Tom Hanks. Ele disse que o protagonista já tinha sido escolhido e seria anunciado em breve. Em Novembro, o diretor confirmou o envolvimento de Tom Hanks, e descreveu o ator como "a personificação perfeita de um cara comum". Em Março de 2008, Tom Hanks retirou-se da produção do filme, citando compromissos mais importantes. Darabont está agora à procura do papel principal, explica a dificuldade: "Tem que ser alguém que estivesse disponível, mas que também seja o cara certo para o papel. É um objetivo bem estreito de ser alcançado. É uma pequena lista de candidatos.

## Alusões e referências em outras obras
O título do livro de Bradbury se tornou tão conhecido como outros, que se opõem também contra a censura, como 1984 de George Orwell e Admirável Mundo Novo de Aldous Huxley (embora não com a mesma amplitude). Como tal, foi aludido várias vezes, incluindo em um white paper da UALC, chamado Fahrenheit 451.2: Is Cyberspace Burning? e no documentário de 2004 de Michael Moore: Fahrenheit 9/11. Bradbury se opôs à alusão de Moore ao título de sua obra, alegando que Moore: "Roubou meu título e trocou os números sem sequer me pedir permissão."
O artista Micah Wright usou o tema "Levem todos seus livros ao corpo de bombeiros para guardá-los com segurança" sobre uma propaganda da década de 1940 sobre bombeiros. No romance cyberpunk de Neal Stephenson: Snow Crash, a ideia dos guardas cães cibernéticos é fortemente relacionada com o cão de caça mecânico de Bradbury.
O poeta húngaro György Faludy incluia as linhas na abertura de seu poema de 1983 "Learn by Heart This Poem of Mine":

Learn by heart this poem of mine, / Books only last a little time, / And this one will be borrowed, scarred, […] / Or slowly brown and self-combust, / When climbing Fahrenheit has got / To 451, for that's how hot / it will be when your town burns down. / Learn by heart this poem of mine.
O que em uma tradução literal seria:
Aprenda de cor este meu poema, / Livros duram pouco tempo, / E este será emprestado, manchado, (…) / Ou amarelecerá e queimará, / Quando a temperatura chegar / Em 451, e por isso quão quente estará, / quando sua cidade queimar. / Aprenda de cor este meu poema.
O tema e enredo do filme Equilibrium, estrelando Christian Bale e Sean Bean, tende pesadamente para Fahrenheit 451, assim como 1984 e Admirável Mundo Novo.
Ray Bradbury faz uma alusão a si mesmo em seu livro Let's All Kill Constance, como o personagem principal, um escritor, pensando em escrever um livro sobre um "herói que cheira a querosene  e reflete sobre a possibilidade de, no futuro, os livros serem usados para acender fogo.
O personagem de Sonmi~451 no romance distópico de David Mitchell: Cloud Atlas é provavelmente uma referência a Fahrenheit 451. O tema principal envolve a importância da literatura como a base principal na cultura e sociedade humana.
Em 1986 um jogo de estratégia, com o mesmo nome que o livro, revisitou a história de Fahrenheit 451. Outro jogo, este de estratégia em tempo real StarCraft inclui uma personagem portadora de um lança-chamas chamada Gui Montag.
No episódio 16 do seriado animado R.O.D the TV, todos os livros de jimbo-cho são recolhidos e queimados em uma operação chamada "Fahrenheit 451.
No sexto episódio do anime japonês, Toshokan Sensō (図書館戦争, Toshokan Sensō lit. "Guerra da Biblioteca"), um livro conhecido como "O Livro da Profecia" intitulado simplesmente de K505 foi marcado para ser exterminado. O título alude a Fahrenheit 451, pois K505 pode ser lido como 505 unidades na escala de temperatura Kelvin, o que em Fahrenheit é aproximadamente 451 graus. Os personagens na série fictícia se referem ao livro como tendo sido escrito "60 anos atrás" e dizem como "um diretor francês adaptou-o em filme."
Dezenas de outras referências ao livro, ocorreram em romances, músicas e vídeo games.

## Edições
"The Fireman" (Galaxy Science Fiction, Vol. 1 No. 5, fevereiro de 1951)
Primeira edição (1953) - Esta versão foi na verdade publicada em três formatos, incluindo duas short stories: "The Playground" e "And the Rock Cried Out."
- Brochura (Ballantine No. 41) - A verdadeira primeira edição, precedendo as capa-duras em seis semanas.
- Capa dura normal - Limitado a 4,500 cópias.
- Capa dura de asbesto - Apenas 200 cópias foram assinadas e impressas, feita de um material resistente a fogo.

Outras edições:
- Versão serializada (Revista Playboy, março, abril e maio de 1954)
- Primeira edição capa dura britânica (Rupert Hart-Davis, 1954)
- Science Fiction Book Club (Londres, 1955)
- Primeira edição britânica de capa brochura (Corgi No. T389, 1957)
- Edição de estudante (Bal-Hi, 1967) - Incluindo duas páginas de "Notas para Professores e Pais" por Richard Tyre. Reimpressa dez vezes até 1973.
- Edição capa dura (Simon & Schuster, 1967) - O conteúdo completo da primeira edição (romance e mais as duas short stories) com uma nova introdução por Bradbury.
- Special Book Club edition (1976)
- Edição capa dura (Del Rey Gold Seal, 1981) - Tiragem sem a sobrecapa, e incluído "Investindo Moedas", um epílogo de Bradbury.
- Edição capa dura (Limited Editions Club, 1982) - Tiragem em uma caixa sem a sobrecapa, inclui também gravuras por Joseph Mugnaini. 2,000 cópias foram assinadas por Bradbury e Mugnaini.
- Edição larga de tecido estampado (G K Hall & Co., 1988, ISBN 0-7451-7106-0)
- Edição de capa dura (Buccaneer Books, 1995, ISBN 0-89968-484-X) - Tiragem sem sobrecapa, inclui o epílogo "Investindo Moedas" e uma "Coda" por Bradbury.
- Edição de 40º aniversário em tecido (Simon & Schuster, 1996) - Limitada a 7,500 cópias, com quinhentos assinadas e numeradas por Bradbury.
- Edição em trade paper (Del Rey, 1996, ISBN 0-345-41001-7)
- Edição em "massa" (Del Rey, ISBN 0-345-34296-8)